# Livermore (New Hampshire)
Livermore ist der Name einer ehemaligen Town im Grafton County von New Hampshire, einem der Neuenglandstaaten der USA. Das U.S. Census Bureau hat bei der Volkszählung 2020 eine Einwohnerzahl von 2 ermittelt.
Livermore entstand als Firmensiedlung der Grafton County Lumber Company, die 1874 gegründet wurde. Livermore war eine der größten und am längsten existierenden Holzfällersiedlungen in den White Mountains. Die gesamte Stadt gehörte der Familie Saunders aus Lawrence in Massachusetts und wurde nach einer angesehenen ortsansässigen Familie benannt.

## Geographie

### Lage
Livermore liegt südlich der Presidential Range im Osten der White Mountains am Sawyer River. Das Gebiet ist von unregelmäßiger Gestalt. Entlang der nordwestlichen Grenze liegt Lincoln, im Norden grenzt es für ein kurzes Stück an Bethlehem, im Osten an Coös County, im Süden an Waterville Valley und entlang der Westgrenze an Thornton.

### Berge
Der Mount Osceola im Südwesten des Gebietes gehört mit einer Höhe von 1315 Metern zu den 4000ern New Hampshires. Über einen weiteren 4000er, den 1427 Meter hohen Mount Carrigain, verläuft die Gemeindegrenze zu Lincoln. Weitere Berge sind der Mount Bemis, 1135 Meter und der Mount Kancamagus, 1150 Meter.

### Gewässer
In Livermore entspringen der Swift und der Sawyer River sowie der Mad River. Im Westen fließt der Eastman Brook nach Woodstock. In letzteren entwässert der East Pond. Im Osten nahe der Grenze zum Carroll County liegt der Sawyer Pond.

## Geschichte
Der Bau der Sägemühle, Kern der Siedlung, begann vermutlich bereits 1875. Ein Jahr später wurde die Mühle fertiggestellt und die Town of Livermore offiziell gegründet. Im gleichen Jahr brannte die Mühle ab. Der Wiederaufbau wurde im Jahr darauf abgeschlossen. Die Dampfmaschine wurde von fünf Kesseln versorgt, die Leistung mit 150 Pferdestärken angegeben. Im gleichen Jahr, 1877, wurde mit dem Bau der Sawyer River Railroad begonnen. Die dazugehörige Gesellschaft wurde 1875 gegründet und eingetragen. Die Eisenbahn zweigte in Sawyer River, später Sawyers, von der Strecke der Portland and Ogdensburg Railway  ab und führte durch Livermore am Sawyer River entlang acht bis neun Meilen weit in die Wälder hinein. 1878 existierten zwei Mühlen, mindestens eine davon dampfbetrieben statt mit Wasserkraft. 1880 hatte Livermore 18 einzelne Gebäude und 103, nach anderen Angaben 153 Einwohner. 14 Familien hatten Kinder. 1881 wurde ein Postamt eingerichtet, das bis 1931 bestand. 1885 war eine Schule errichtet worden. Zwei Lehrerinnen unterrichteten 28 Kinder und bezogen dafür ein monatliches Salär von 26$. 1900 gab es weniger Einwohner, und deren Zusammensetzung hatte sich geändert. Es gab weniger Kinder, dafür nahmen die Haushalte Untermieter auf, einer 20 davon. Für 1914 sind neben der Mühle belegt ein Eishaus, ein Lokomotivschuppen, eine Schmiede, ein Laden mit Lager, eine große Scheune, elf Einzelhäuser und eine Schule. Daneben gab es das Haus der Familie Saunders und ein Kraftwerk. Im Jahre 1925 hatte die Schule 408 Bücher, darunter neben Lehrbüchern zum Lesen- und Schreibenlernen sowie für Mathematik belletristische Werke wie „Robinson Crusoe“, „The Song of Hiawatha“ und „Tom Brown’s School Days“ und andere.
Der Niedergang von Livermore begann mit einer massiven Überschwemmung im Jahre 1927, die die Waldbahn über weite Strecken zerstörte und mehrere Brücken fortspülte. Im Jahr darauf stellte die Mühle den Betrieb endgültig ein, und ab 1929 wurden Überlegungen angestellt, Ortschaft und Wald an den Staat zu verkaufen. Die endgültigen Verhandlungen begannen 1933. Im September hatte man sich auf den Preis von neun Dollar pro Acre geeinigt, und 1936 wurde der Eigentumsübergang vollzogen. Vier oder fünf Familien verblieben, und die Saunders hatten sich die weitere Nutzung ihres Hauses samt ein wenig Land zusichern lassen. Das Haus brannte 1965 ab. Zuvor hatte der Staat im Jahre 1944 eine Auktion veranstaltet, bei der Gerätschaften der Mühle und aus einer Arbeiterunterkunft versteigert wurden. Sieben Jahre darauf, im Jahre 1951, wurde die Town of Livermore als selbstständige Gemeinde offiziell aufgelöst. Anfang des 21. Jahrhunderts sind von Livermore nur noch Reste von Grundmauern und Keller übrig. Die ehemalige Hauptstraße heißt Sawyer River Road, und im Keller des Ladens liegt noch der Safe. Im Jahr 2020 hatte Livermore laut Census zwei Einwohner.

### Bevölkerungsentwicklung
| Einwohner | 153 |  | 101 | 64 | 98 | 23 |  |  |

## Sawyer River Railroad
Die Sawyer River Railroad war eine normalspurige Waldbahn, die in Livermore die Säge mit Stammholz und die Einwohner mit Waren versorgte und dem Abtransport der Produkte diente. Sie verband den Ort mit der Bahnstrecke Portland–Lunenburg, zu der sie direkten Anschluss hatte, und erschloss in der anderen Richtung das Einzugsgebiet des Sawyer River für den Holzeinschlag. Jenseits davon führte sie bis zum Swift River. Die Strecke war fast vollständig eingleisig, hatte zwei Stichstrecken zu Holzfällercamps und in Livermore außer mehreren Nebengleisen auch eine Ausweichstelle. Die Gesellschaft besaß insgesamt zwei Lokomotiven. Zunächst wurde 1876 eine Portland 0-4-0 neu gekauft. Diese wurde 1920 durch eine Baldwin 2-4-2 ersetzt. Nachdem die Überschwemmung 1927 den größten Teil der Strecke zerstört hatte, wurde der Betrieb eingestellt und die Strecke abgebaut. Zwischen der Staatsstraße NH 112, dem Kancamagus Highway, und dem Sawyer River verläuft auf der Trasse der Sawyer River Trail.

## Livermore Tripoli Company
Die Livermore Tripoli Co. befasste sich von 1911 bis 1919 mit der Produktion von Kieselgur. Dieses wurde aus dem East Pond, einem kleinen Bergsee im Süden von Livermore, gewonnen. Ein Trivialname für Kieselgur ist Tripoli. Zu diesem Zweck wurde an der Woodstock und Thornton Gore Railroad, einer Waldbahn, die von Woodstock bis zum Thornton Gap führte, eine Mühle samt Wirtschaftsgebäuden errichtet und der East Pond mit Rohrleitungen, in denen das mit Wasser vermischte Kieselgur zur Verarbeitung gepumpt wurde, an diese Mühle angeschlossen. Die Gesellschaft wurde 1911 gegründet und erwarb das notwendige Land zwischen See und Eisenbahn im März 1812 von der Publisher’s Paper Company für den Preis von einem Dollar. Enge Geschäftsverbindungen zwischen der Familie Henry, der die Livermore Tripoli Company gehörte, und dem Verkäufer erklären möglicherweise den Preis. Allerdings hatte der Bau der Mühle und anderer Anlagen bereits vor dem Grundstückserwerb begonnen. Zumindest das Material für den Bau, wie auch die Abfuhr des fertigen Produktes fand zunächst mit der existierenden Eisenbahn statt, die jedoch 1914 den Betrieb einstellte. Zum Verkauf des Landes hatte auch ein Wegerecht nach Woodstock gehört, so dass ein ungestörter Betrieb auch nach dem Ende der Eisenbahn sichergestellt war. Der Betrieb produzierte verschiedene Körnungen, deren teuerste 75 Dollar pro Tonne kostete, aber auch ein Fertigprodukt, die Tripolite Silberpolitur. Die Gesellschaft wurde 1919 aufgelöst, nachdem technische Schwierigkeiten bei der Reinigung des Rohstoffes nicht zufriedenstellend gelöst werden konnten. Die Erbin des Firmengründers behielt das Land und das Abbaurecht, bis nach ihrem Ableben der Verkauf an den Staat zustande kam. Von der Livermore Tripoli Company hat die Tripoli Road ihren Namen, die zum Teil auf der ehemaligen Bahntrasse von Woodstock nach Waterville Valley führt.